# Non compos mentis
Non compos mentis es una expresión jurídica latina que se traduce como "mentalmente incompetente": nōn, ("no") precede a compos mentis ("tener control de la propia mente"). Esta expresión se utilizó por primera vez en el derecho inglés del siglo XIII para describir a las personas afectadas por la locura, la pérdida de memoria o de la capacidad de razonar.

## Uso
El estatus de non compos mentis se aplicaba a quienes no padecían la locura desde su nacimiento, sino que la adquirían más tarde por causas ajenas a su voluntad. Los bienes e intereses de estas personas podían ser confiados a un tercero para que los conservara y administrara mientras durara su locura. Su culpabilidad penal también estaba limitada, salvo en casos de alta traición. Esto contrastaba con los "locos por naturaleza" (que lo eran desde su nacimiento y cuyos intereses patrimoniales pasaban a la corona) y los borrachos reincidentes (que no podían alegar la locura como defensa).

## Enjuiciamiento de suicidas
Non compos mentis y felo de se (la palabra latina para "autoasesinato") presentaban dos veredictos diferentes en el caso de un suicidio. Según el veredicto de un jurado, el difunto declarado como felo de se quedaría excluido de la sepultura en tierra consagrada y perdería su patrimonio a favor de la Corona, mientras que estas penas no se aplicarían en el caso de un difunto declarado como non compos mentis.
El suicidio era un delito grave en la Inglaterra de los Tudor y principios de los Estuardo, y se consideraba una forma de asesinato; un pecado no sólo a los ojos de la Iglesia, sino también definido por el derecho penal. El estado mental de los suicidas en el momento de cometer su acto fatal era crucial. Para ser juzgado culpable de "autoasesinato", uno tenía que estar cuerdo. Los hombres y mujeres que se suicidaban estando locos o mentalmente incompetentes eran considerados inocentes. El veredicto lo emitía un jurado. La pena por suicidio en Inglaterra se originó en el mundo antiguo y evolucionó gradualmente hasta su forma moderna temprana; leyes y costumbres similares existían en muchas partes de Europa.
Originado por creencias domésticas, el ritual de castigo del suicidio, que suele referirse al cadáver del suicida, encarna la noción de que el suicidio es contaminante y de que el suicida debe ser condenado al ostracismo por la comunidad de vivos y muertos. La severidad teológica y jurídica aumentó en la Plena Edad Media. El teólogo medieval Tomás de Aquino amplió los argumentos de Agustín contra el suicidio y le añadió la nueva interpretación de "violación del derecho natural". La mayoría de los gobiernos de Europa occidental empezaron a promulgar leyes para confiscar parte de los bienes de un suicida.
Sin embargo, la actitud ante el suicidio cambió profundamente a partir de 1660, tras la Revolución Inglesa. Después de la guerra civil y los cambios políticos y sociales, la severidad judicial y eclesiástica dio paso a la indulgencia oficial para la mayoría de las personas que morían por suicidio. Los veredictos de non compos mentis aumentaron enormemente, y los veredictos de felo de se pasaron a ser tan raros como lo habían sido los de non compos mentis dos siglos antes. Sin embargo, las leyes contra el suicidio y las sentencias de felo de se y non compos mentis no desaparecieron sino hasta finales del siglo XIX.